# Bactrocera mayi
Bactrocera mayi
 es una especie de díptero que Hardy describió por primera vez en 1951. Bactrocera mayi pertenece al género Bactrocera de la familia Tephritidae.  